# Jelcz T120MB
Jelcz T120MB – wysokopodłogowy autobus międzymiastowy, produkowany w latach 1996–2001 przez firmę Jelcz. Od innych modeli serii Jelcz T120 różnił się głównie zastosowaniem silnika firmy Mercedes-Benz.
W autobusie stosowano osie firmy Jelcz – typu NZ6A2 z przodu oraz MT 1032A z tyłu. Produkcję rozpoczęto w 1996 r., produkcję zakończono w 2001 roku, z powodu przewidywanego małego popytu na model, a także końca produkcji modelu Mercedes O404.